# Havoline
Havoline là một thương hiệu dầu nhớt của Tập đoàn Chevron. Havoline ra đời vào năm 1904 bởi Công ty dầu nhớt Havemeyer - New York.
- Thập niên 1910, Havoline là loại nhớt được lựa chọn để bôi trơn động cơ máy bay thực hiện chuyến bay xuyên nước Mỹ đầu tiên.
- Thập niên 1920, sản xuất loại nhớt mới hữu hiệu cho cả thời tiết nóng và lạnh.
- Thập niên 1930, Công ty Texas (sau này là Texaco) mua lại thương hiệu Havoline.
- Thập niên 1940, đưa ra dầu nhớt động cơ Havoline được cải tiến với phụ gia chống ăn mòn và chống rỉ cho động cơ.
- Thập niên 1950, sản phẩm mới Havoline Special 10W-30 được đưa ra thị trường, là nhớt đa cấp cho mọi thời tiết và bảo vệ động cơ siêu việt trong mọi điều kiện vận hành.
- Thập niên 1960, Havoline mang đến 3 đột phá trong công nghệ dầu nhớt. Havoline All Temperature 10W-30 cho mọi thời tiết, Havoline Motor Oil cải tiến giúp giảm thiểu cặn bám ở các-te và Hovoline All Temperature 10W-40 mới.
- Thập niên 1970, Havoline Supreme 10W-40 chứa phụ gia giảm ma sát đặc biệt giúp nâng cao hiệu suất nhiên liệu.
- Thập niên 1980, Havoline Super Premium High Performance SAE 20W-50 là loại nhớt đặc biệt cho động cơ có công suất và hiệu năng cao, làm việc ở nhiệt độ cao.
- Thập niên 1990, Havoline Formula 3 trở thành loại dầu nhớt động cơ bán chạy nhất và được phân phối ở hơn 100 nước.
- Thập niên 2000, Texaco sáp nhập vào Chevron.
+ Ở châu Mỹ và châu Âu, Chevron cung cấp dầu nhớt Havoline dưới thương hiệu Texaco.
+ Ở châu Á - Thái Bình Dương, châu Phi và Trung Đông, dầu nhớt Havoline được Chevron cung cấp dưới thương hiệu Caltex